# It's a Wonderful Life
It's a Wonderful Life (bra: A Felicidade Não Se Compra; prt: Do Céu Caiu uma Estrela) é um filme norte-americano de 1946, dos gêneros drama, fantasia, e Natal, produzido e dirigido por Frank Capra. A história foi baseada no conto e livreto The Greatest Gift, que Philip Van Doren Stern escreveu, e publicou de forma particular, em 1943.
O filme é estrelado por James Stewart como George Bailey, um homem que desistiu de seus sonhos para ajudar os outros, e cujo suicídio iminente na véspera de Natal provoca a intervenção de seu anjo da guarda, Clarence Odbody (Henry Travers). Clarence mostra a George todas as vidas que ele tocou e como a vida seria diferente para sua esposa Mary e sua comunidade de Bedford Falls, se ele nunca tivesse nascido.
Apesar de apresentar um desempenho ruim nas bilheterias devido à forte concorrência no momento de seu lançamento, o filme se tornou um clássico e é uma atração de televisão no Natal em todo o mundo.  A mudança na recepção foi ajudada em parte devido a um erro administrativo que colocou o filme em domínio público, permitindo que ele fosse exibido livremente em qualquer lugar, sem taxas de licenciamento ou royalties.
Teatralmente, o ponto de equilíbrio do filme foi de US$ 6,3 milhões, cerca do dobro do custo de produção, um número que nem chegou perto de alcançar no seu lançamento inicial. Uma avaliação em 2006 relatou: "Embora não tenha sido o completo fracasso de bilheteria que hoje todo mundo acredita ... foi inicialmente uma grande decepção e confirmou, pelo menos para os estúdios, que Capra não era mais capaz de revelar os recursos populares que fizeram de seus filmes os eventos imperdíveis para ganhar dinheiro que eram antes".
It's a Wonderful Life é considerado um dos melhores filmes de todos os tempos. Foi indicado a cinco Óscar, incluindo Melhor Filme, e foi reconhecido pelo American Film Institute como um dos 100 melhores filmes americanos já feitos, como o número 11 em sua lista inicial de maiores filmes de 1998, como o número 20 na lista revisada de maiores filmes de 2007 e foi o número um na lista dos filmes americanos mais inspiradores de todos os tempos. Capra revelou que era o seu favorito entre os filmes que ele dirigiu e que ele exibia para sua família em todos os anos na época do Natal.
Em 2006 It's a Wonderful Life foi eleito o filme americano mais inspirador da história em votação promovida pelo American Film Institute.

## Enredo
Na véspera de Natal de 1945, em Bedford Falls, Nova York, George Bailey, 38 anos, pensa em suicídio.  As orações de sua família e amigos chegam ao céu, onde seu anjo da guarda Clarence Odbody é designado para salvar George, para ganhar suas asas.Clarence vê flashbacks da vida de George: Em 1919, George, de 12 anos, salva seu irmão Harry de se afogar, perdendo a audição no ouvido esquerdo. Em seguida, George impede que o farmacêutico, Sr. Gower, envenene acidentalmente uma receita.
Em 1928, George planeja viajar pelo mundo antes da faculdade e é reapresentado a Mary Hatch, que há muito tempo gosta dele. Quando seu pai sofre um derrame e morre, George adia sua viagem para resolver os problemas do empreendimento da família, o Bailey Brothers' Building and Loan, que o membro do conselho Henry F. Potter deseja dissolver, mas o conselho vota para mantê-lo aberto, desde que George administre isto. Pagando a faculdade para Harry com a condição de Harry assumir o Bailey Brothers' Building and Loan quando se formar, George trabalha ao lado de seu tio Billy.
Quatro anos depois, um Harry casado retorna da faculdade, pronto para honrar seu compromisso, mas George não o deixa recusar uma excelente oferta de emprego de seu sogro. George casa com Mary. Eles testemunham uma corrida aos bancos e usam suas economias de US$ 2.000 da lua de mel (equivalente a US$ 40 000 em 2019) para manter solvente o Bailey Brothers' Building and Loan.
George cria o Bailey Park, um conjunto habitacional financiado pelo Building and Loan, em contraste com as precárias favelas de Potter. Potter oferece a George US$ 20 000 por ano (equivalente a US$ 280 000 em 2019) para se tornar seu assistente, mas George percebe que Potter pretende fechar o Bailey Brothers' Building and Loan e o repele.

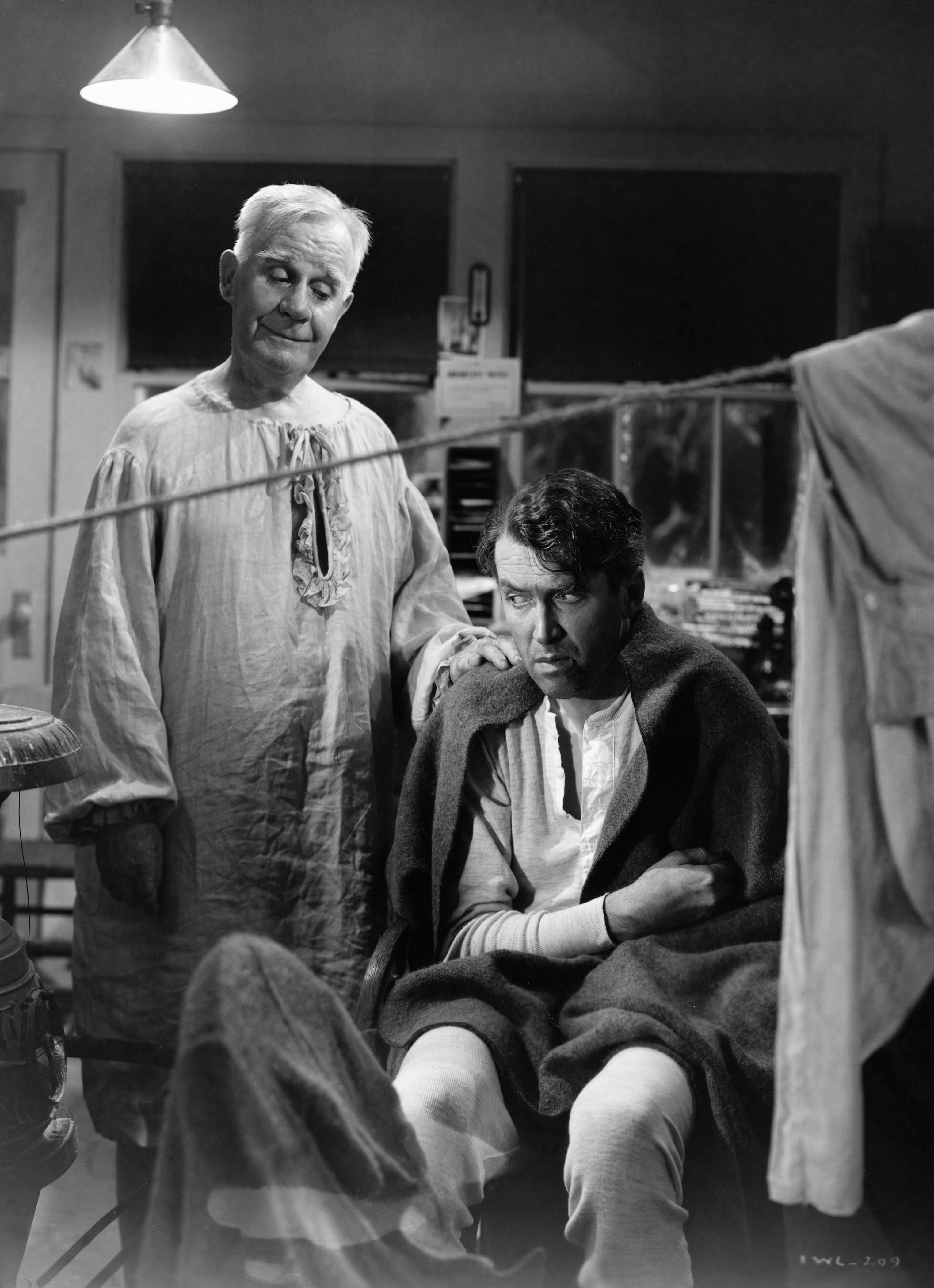
George com seu anjo da guarda Clarence (Henry Travers).

Durante a Segunda Guerra Mundial, George não se qualifica para o serviço por causa de seu ouvido surdo. Harry se torna um piloto da Marinha e ganha a Medalha de Honra ao abater um avião kamikaze em direção a um transporte de tropas. Na véspera de Natal de 1945, enquanto a cidade prepara as boas-vindas de Harry, Billy vai depositar US$ 8 000 (equivalente a US$ 110 000 em 2019) do dinheiro da empresa. No banco, Billy provoca Potter com uma manchete de jornal sobre Harry, mas involuntariamente envolve o envelope de dinheiro no jornal de Potter.  Billy descobre que perdeu o dinheiro e Potter encontra o envelope, mas não diz nada. Quando um examinador do banco revisa os registros do Bailey Brothers' Building and Loan, George percebe que escândalos e acusações criminais se seguirão. Retrocedendo infrutiferamente os passos de Billy, George o repreende e tira sua frustração com a família.
George pede um empréstimo a Potter, oferecendo sua apólice de seguro de vida com US$ 500 em patrimônio (equivalente a US$ 10 000 em 2019) como garantia. Com base no valor nominal de US$ 15 000 a ser pago pelo seguro (equivalente a US$ 210 000 em 2019), Potter diz que George vale mais morto do que vivo e telefona à polícia para prendê-lo por apropriação indevida de fundos. Depois de ficar bêbado em um bar e orando por ajuda, um George suicida vai para uma ponte próxima. Antes que George possa pular, Clarence mergulha no rio e George é resgatado.
Quando George deseja nunca ter nascido, Clarence mostra uma linha do tempo em que ele nunca existiu. Bedford Falls é nomeada Pottersville, uma cidade decadente ocupada por clubes de strip-tease, salões de festas, crime e salões de cocktails. O Sr. Gower foi preso por homicídio culposo depois de colocar veneno nas pílulas, já que George não estava lá para evitar, e a casa de George e Mary está abandonada. A mãe de George revela que Billy foi internado em um hospital psiquiátrico depois que o Bailey Brothers' Building and Loan faliu. No cemitério onde estava Bailey Park, George descobre o túmulo de Harry.  Os soldados no navio de transporte morreram porque Harry não os salvou, já que George não havia salvo Harry. George encontra Mary, agora uma solteirona que trabalha na biblioteca. Quando ele afirma ser seu marido, ela grita pela polícia e George foge.
Convencido de que Clarence é seu anjo da guarda, George corre para a ponte e implora por sua vida de volta. A realidade original é restaurada e George agradecido corre para casa para aguardar sua prisão. Mary e Billy chegam, tendo reunido as pessoas da cidade, que doam mais que o suficiente para cobrir os US$ 8 000. O xerife rasga o mandado de prisão de George e Harry brinda George como "o homem mais rico da cidade". George então recebe uma cópia de As aventuras de Tom Sawyer como presente de Clarence com uma nota lembrando George que nenhum homem que tem amigos é um fracassado e agradecendo pelas asas. Nesse momento, soa um sino na árvore de Natal, o que a filha mais nova de George diz significar que um anjo ganhou suas asas. George, sua família e amigos cantam "Auld Lang Syne".

## Elenco
- James Stewart como George Bailey
- Donna Reed como Mary Hatch
- Lionel Barrymore como Mr. Potter
- Thomas Mitchell como Tio Billy
- Henry Travers como Anjo Clarence Odbody
- Beulah Bondi como Sr. Bailey
- Frank Faylen como Ernie
- Ward Bond como Bert
- Gloria Grahame como Violet Bick
- H. B. Warner como Mr. Gower
- Frank Albertson como Sam Wainwright
- Todd Karns como Harry Bailey
- Samuel S. Hinds como Pa Bailey
- Mary Treen como Prima Tilly
- Virginia Patton como Ruth Dakin
- Charles Williams como Primo Eustace
- Sarah Edwards como Mrs. Hatch
- William Edmunds como Mr. Martini
- Tom Fadden como Tollhouse Keeper
- Lillian Randolph como Annie
- Argentina Brunetti como Mrs. Martini
- Bobby Anderson como George
- Sheldon Leonard como Nick
- Karolyn Grimes como Zuzu

Membros do elenco notáveis ou memoráveis não creditados incluem: Stanley Andrews como Sr. Welch, marido do professor; Al Bridge como xerife com mandado de prisão contra George; Ellen Corby como Miss Davis, cliente do Building & Loan; Dick Elliott como o homem careca na varanda da frente; Charles Halton como examinador bancário, Sr. Carter;  Harry Holman como diretor da escola, Sr. Partridge; J. Farrell MacDonald como o homem cujo avô plantou a árvore a que George se dirige; Mark Roberts como Mickey, o aluno com as chaves da piscina e Carl Switzer como Freddie Othello, o aluno que, sem sucesso, tenta flertar com Mary. Joseph Granby deu a voz para o anjo Joseph, enquanto Moroni Olsen dublou o anjo sênior.

## Produção

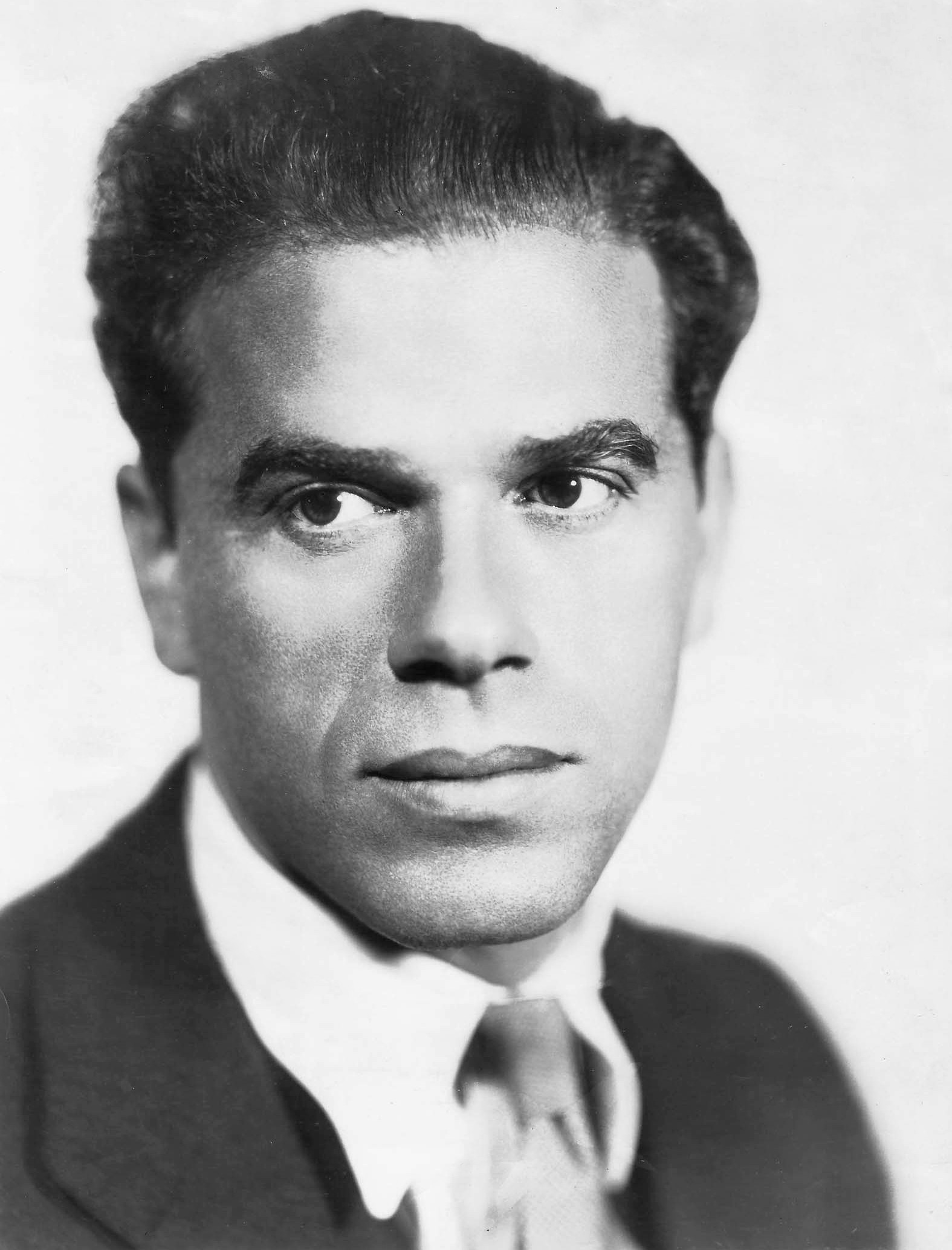
Frank Capra, diretor do filme.

A história original, The Greatest Gift, foi escrita por Philip Van Doren Stern em novembro de 1939. Depois de ter sido rejeitada por vários editores, ele a imprimiu como um panfleto de 24 páginas e enviou a 200 membros da família e amigos no Natal de 1943. A história chamou a atenção de Cary Grant e do produtor de RKO David Hempstead, que a mostrou ao agente de Grant. Em abril de 1944, a RKO Pictures comprou os direitos da história por US$ 10 000, na esperança de transformá-la em um veículo para Grant. Dalton Trumbo, Clifford Odets e Marc Connelly trabalharam nas versões do roteiro antes de a RKO arquivar o projeto. No rascunho de Trumbo, George Bailey é um político idealista que lentamente se torna mais cínico à medida que a história avança, depois tenta cometer suicídio após perder uma eleição. O anjo mostra a ele Bedford Falls não como seria se ele nunca tivesse nascido, mas se ele tivesse entrado em negócios em vez de política. Grant passou a fazer outro filme de Natal, The Bishop's Wife.
O chefe do estúdio da RKO, Charles Koerner, pediu a Frank Capra que lesse "O Maior Presente". A nova produtora de Capra, Liberty Films, tinha um contrato de distribuição de nove filmes com a RKO. Capra imediatamente viu seu potencial e o desejou para seu primeiro filme de Hollywood depois de fazer documentários e treinar filmes durante a guerra. RKO lhe vendeu os direitos por US$ 10 000 e lançou os três scripts anteriores de graça. (Capra reivindicou os direitos e os roteiros lhe custaram US$ 50 000.)  Capra salvou algumas cenas do roteiro anterior de Odets e trabalhou com os escritores Frances Goodrich e Albert Hackett, Jo Swerling, Michael Wilson e Dorothy Parker (trazida para "polir" o roteiro), em muitos rascunhos do roteiro.
Não foi uma colaboração harmoniosa. Goodrich chamou Capra de "aquele homem horrível" e lembrou: "Ele mal podia esperar para escrever."  O marido dela, Albert Hackett, disse: "Dissemos a ele o que íamos fazer e ele disse: 'Isso parece bom''. Estávamos tentando levar a história adiante e resolvê-la, e então alguém nos disse que Capra e Jo Swerling estavam trabalhando juntos, e isso meio que tirou o ânimo dela. Jo Swerling era um amigo muito próximo de quando ouvimos que ele estava fazendo isso, nos sentimos muito mal. Estávamos chegando ao fim e veio a notícia de que Capra queria saber em quanto tempo terminaríamos. Então minha esposa disse: 'Terminamos bem agora'. Escrevemos rapidamente a última cena e nunca mais o vimos depois. Ele é um filho da puta muito arrogante."
Posteriormente, ocorreu uma disputa sobre os créditos por escrito. Capra disse: "O comitê de arbitragem dos roteiristas decidiu que Hackett e Goodrich, uma equipe de roteiristas casada, e eu deveria receber o crédito pela redação. Jo Swerling não fala comigo desde então. Isso foi há cinco anos". O roteiro final, renomeado por Capra, It's a Wonderful Life, foi creditado a Goodrich, Hackett e Capra, com "cenas adicionais" de Jo Swerling.
Seneca Falls, Nova York, afirma que Frank Capra foi inspirado a modelar Bedford Falls depois da cidade após uma visita em 1945. A cidade tem um anual "É um festival de vida maravilhosa" em dezembro. Em meados de 2009, o Hotel Clarence abriu em Seneca Falls, em homenagem ao anjo da guarda de George Bailey. Em 10 de dezembro de 2010, o Museu "É uma Vida Maravilhosa" foi aberto em Seneca Falls, com Karolyn Grimes, que interpretou Zuzu no filme, cortando a fita. No entanto, a historiadora de cinema Jeanine Basinger, curadora dos arquivos de Frank Capra na Universidade Wesleyan e autora do livro 'It's A Wonderful Life', disse que não existem evidências para a alegação de Seneca Falls. "Eu já passei por todos os pedaços de papel dos diários de Frank Capra, seus arquivos, tudo. Não há nenhuma evidência de qualquer tipo para apoiar isso. Isso não significa que não seja verdade, mas ninguém nunca vai provar isso". "Basinger disse que Capra sempre descreveu Bedford Falls como um "Everytown".
Philip Van Doren Stern disse em uma entrevista de 1946: "Aliás, o filme se passa no Condado de Westchester. Na verdade, a cidade que eu tinha em mente era Califon, NJ" A histórica ponte de ferro em Califon é semelhante à que George Bailey considerava pular no filme.
James Stewart (de Indiana, Pensilvânia) e Donna Reed (de Denison, Iowa) vieram de pequenas cidades. O pai de Stewart administrava uma pequena loja de ferragens onde James trabalhava há anos.  Reed demonstrou suas raízes rurais ao ganhar uma aposta inesperada com Lionel Barrymore quando a desafiou a ordenhar uma vaca no set.

### Elenco

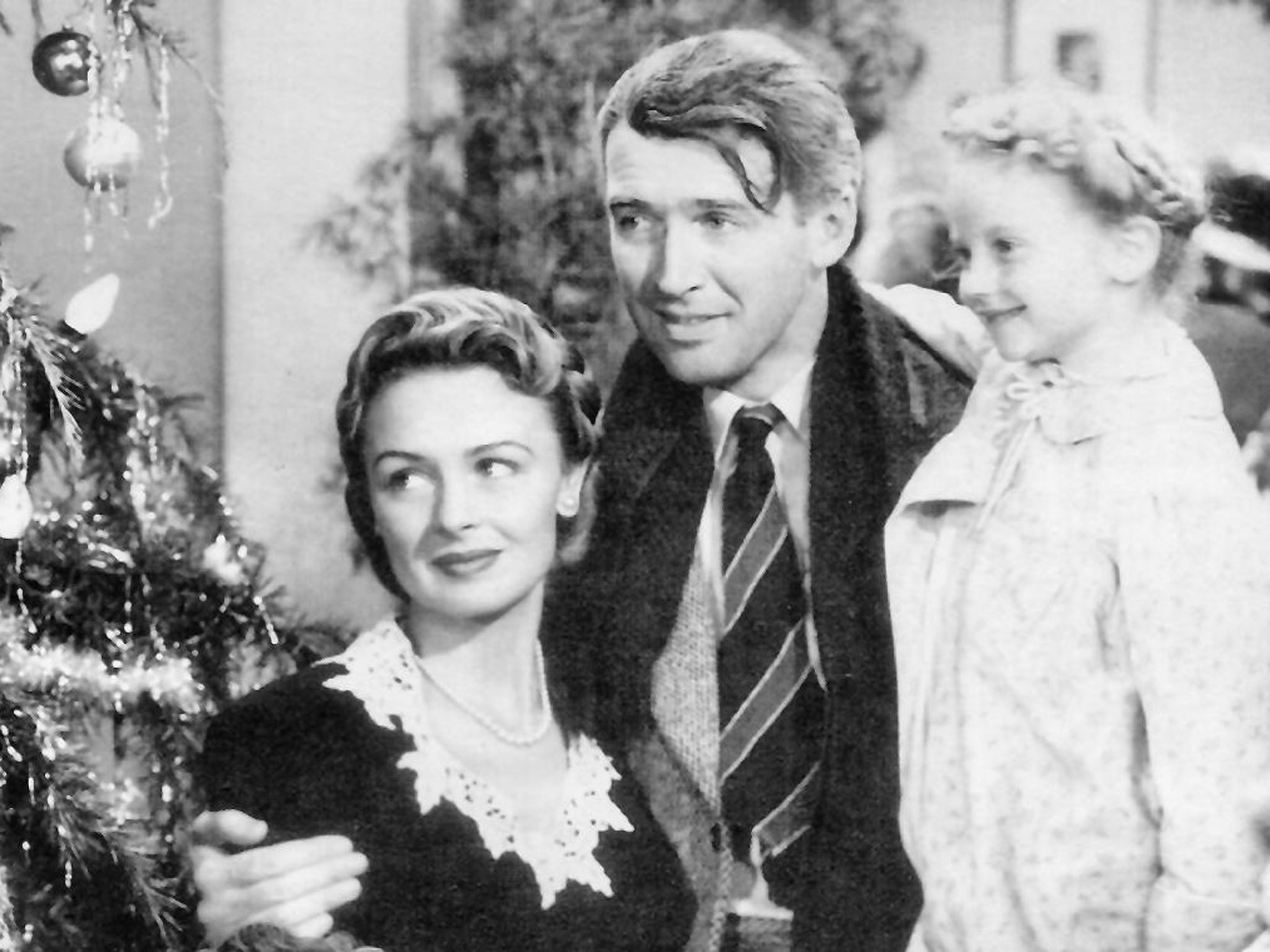
George Bailey (James Stewart), Mary Bailey (Donna Reed) e sua filha mais nova, Zuzu (Karolyn Grimes).

Em sua autobiografia, Capra lembrou: "De todos os papéis dos atores, acredito que o mais difícil é o de um bom Sam que não sabe que ele é um bom Sam. Eu conhecia um homem que poderia interpretá-lo ... James Stewart ... falei com Lew Wasserman, o agente da MCA que lidou com Jimmy, disse a ele que eu queria contar a história a Jimmy. Wasserman disse que Stewart faria o papel de bom grado sem ouvir a história". Stewart e Capra haviam colaborado anteriormente em  You Can't Take It with You (1938) e o Mr.Smith Goes to Washington (1939).
Henry Fonda, sem dúvida o melhor amigo de Stewart, também foi considerado. Ambos os atores haviam retornado da guerra sem perspectivas de emprego.  Fonda, no entanto, foi escalado em My Darling Clementine (1946), de John Ford, que foi filmado ao mesmo tempo em que Capra filmou It's a Wonderful Life.
Jean Arthur, co-estrela de Stewart em You Can't Take It With You e o Mr. Smith Goes to Washington, recebeu o papel de Mary pela primeira vez, mas tinha um compromisso anterior na Broadway. Capra considerou Olivia de Havilland, Martha Scott, Ann Dvorak e Ginger Rogers antes de Donna Reed ganhar o papel.  Rogers recusou, porque ela considerou "muito branda". No capítulo 26 de sua autobiografia, Ginger: My Story, ela questionou sua decisão perguntando aos leitores: "Tola,você diz?".
Uma longa lista de atores foi considerada para o papel de Potter (originalmente chamado Herbert Potter): Edward Arnold, Charles Bickford, Edgar Buchanan, Louis Calhern, Victor Jory, Raymond Massey, Thomas Mitchell e Vincent Price. Lionel Barrymore, que acabou ganhando o papel, era um famoso Ebenezer Scrooge nas dramatizações de rádio de A Christmas Carol na época, e era uma escolha natural para o papel. Barrymore também havia trabalhado com Capra e Stewart em seu vencedor do Oscar de Melhor Filme de 1938, You Can't Take It With You.
HB Warner, que foi escalado como dono da farmácia, Sr. Gower, estudou medicina antes de atuar. Ele também esteve em alguns dos outros filmes de Capra, incluindo Mr. Deeds Goes to Town, Lost Horizon, You Can't Take It with You e Mr. Smith Goes to Washington. Na era silenciosa, ele havia desempenhado o papel de Jesus Cristo em O rei dos reis, de Cecil B. DeMille (1927). O nome Gower veio do empregador de Capra, Columbia Pictures, que estava localizado na Gower Street por muitos anos. Também na Gower Street havia uma farmácia que era a favorita dos funcionários do estúdio.
Jimmy, o corvo (animal de estimação do tio Billy), apareceu em You Can't Take It with You e em cada filme subsequente de Capra.

### Filmagem

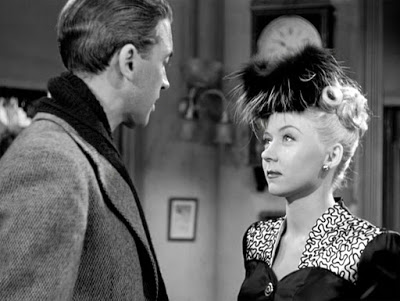
James Stewart e Gloria Grahame como George Bailey e Violet Bick.

It's a Wonderful Life foi filmada no RKO Radio Pictures Studios em Culver City, Califórnia, e no rancho de filmes de 89 acres em Encino, onde "Bedford Falls" foi adaptado dos sets vencedores do Oscar, originalmente projetados pelo diretor de arte Max Ree, para o filme épico de 1931, Cimarron. Cobrindo 4 acres (1,6 ha), a cidade consistia em uma rua principal que se estendia por 300 jardas (três quarteirões), com 75 lojas e prédios, e um bairro residencial. Capra adicionou uma avenida central arborizada, construiu um conjunto de bancos de trabalho e plantou 20 carvalhos crescidos. Pombos, gatos e cães foram autorizados a percorrer o conjunto gigantesco para dar à "cidade" uma sensação de vida.
Devido aos requisitos de filmagem em uma "realidade alternativa", bem como a diferentes estações do ano, o cenário externo foi extremamente adaptável. O diretor de efeitos especiais do estúdio RKO, Russell Shearman, desenvolveu um novo composto usando água, flocos de sabão, espuma e açúcar para criar "neve química" para o filme. Antes disso, a neve do filme era geralmente feita de flocos de milho torrados, que eram tão altos quando pisavam naquele diálogo que tinham que ser redubados depois.
As filmagens começaram em 15 de abril de 1946 e encerraram em 27 de julho de 1946, exatamente no prazo para a principal programação fotográfica de 90 dias.
Apenas dois locais do filme sobrevivem. A primeira, a piscina que foi revelada durante a sequência de dança do ensino médio, está localizada no ginásio da Beverly Hills High School e ainda está em uso a partir de 2013. A segunda é a "casa dos Martini" em La Cañada Flintridge, Califórnia. O rancho de filmes da RKO em Encino foi arrasado em 1954.
A cena em que o jovem George salva seu irmão Harry de se afogar foi diferente em um rascunho inicial do roteiro. Os meninos jogam hóquei no gelo no rio (que fica na propriedade de Potter) enquanto Potter assiste com desdém. George atira no disco, mas ele se perde e quebra o sinal de "Não ultrapasse" e cai no quintal de Potter. Potter fica irado e o jardineiro libera os cães de ataque, o que faz com que os meninos fujam. Harry cai no gelo e George o salva com os mesmos resultados.

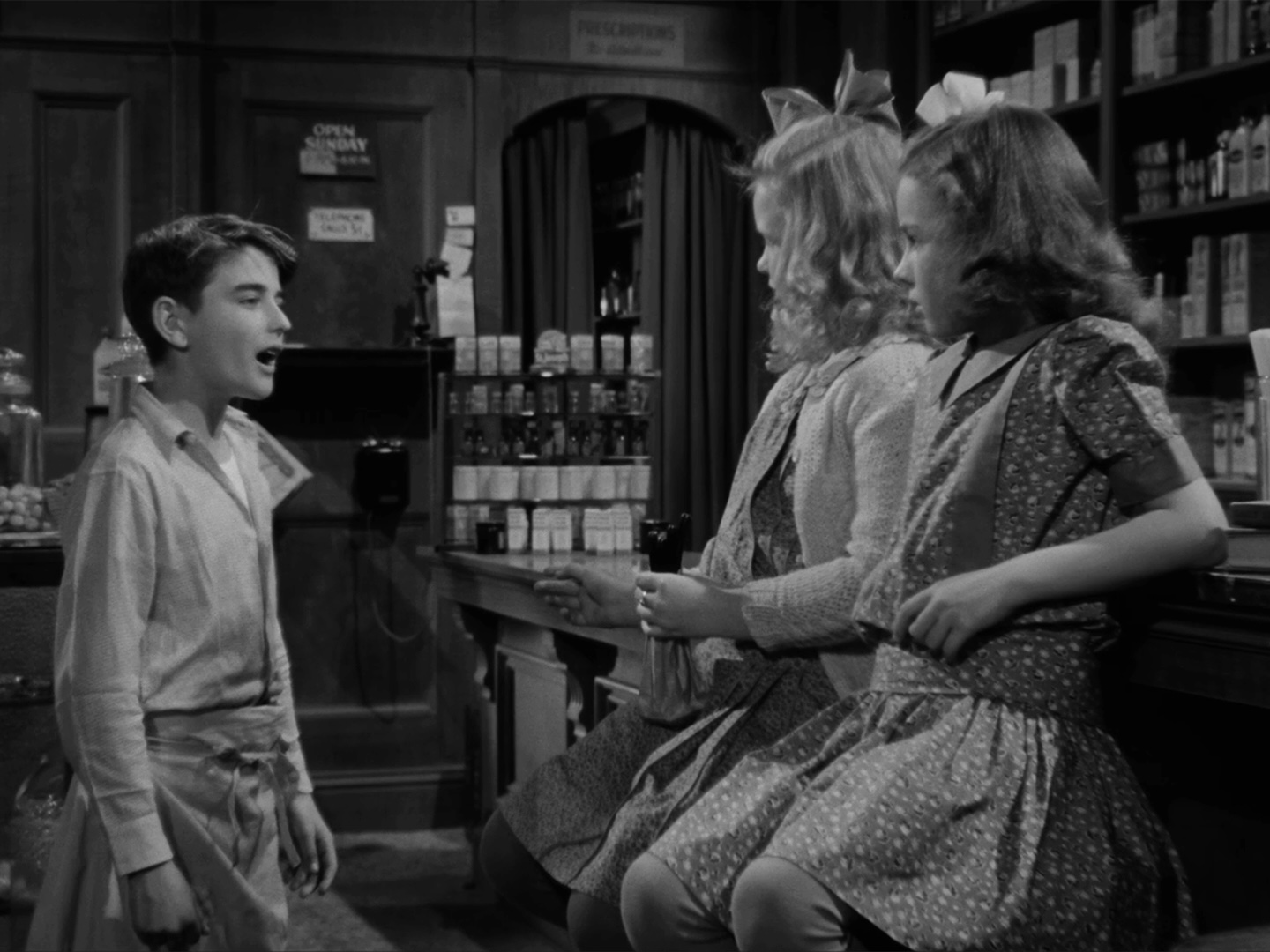
O jovem George (Bobby Anderson) com Violet e Mary na farmácia do Sr. Gower.

Em outro rascunho, depois de tentar, sem sucesso, consultar o pai sobre o dilema da farmácia, George pensa em perguntar ao tio Billy, mas Billy está ao telefone com o examinador do banco. Billy acende o charuto e joga o fósforo na cesta de lixo. George se vira para Tilly (que, junto com Eustace, são primos dele, embora não seja filho de Billy), mas ela está ao telefone com sua amiga Martha. Ela diz: "Potter está aqui, o examinador do banco está chegando. É um dia de julgamento". A cesta de lixo pega fogo de repente e Billy pede ajuda. Tilly entra e apaga o fogo com uma cafeteira. George decide lidar com a situação sozinho.
Segundo Bobby Anderson, no confronto entre o Sr. Gower e o jovem George, HB Warner deu um tapa nele de verdade e fez seu ouvido sangrar, reduzindo-o às lágrimas. Warner o abraçou depois que a cena foi filmada.
O compositor Dimitri Tiomkin havia escrito "Death Telegram" e "Gower's Deliverance" para a sequência da farmácia, mas Capra decidiu renunciar à música nessas cenas. Tiomkin havia trabalhado em muitos dos filmes anteriores de Capra, mas essas mudanças, e outras, levaram a uma briga entre os dois homens.  Tiomkin sentiu como se seu trabalho estivesse sendo visto como uma mera sugestão. Em sua autobiografia, Please Don't Hate Me, ele disse sobre o incidente, "um trabalho completo em tesoura".
Na cena em que o tio Billy fica bêbado na festa de boas-vindas de Harry e Ruth, recém-casados e se afasta da câmera, um acidente é ouvido fora da tela. Tio Billy grita: "Estou bem! Estou bem!". Thomas Mitchell havia derrubado alguns equipamentos; Capra partiu em seu improviso improvisado e aumentou o ruído com efeitos sonoros adicionais.
De acordo com fotos raras que foram desenterradas,várias sequências foram filmadas, mas posteriormente cortadas. Finais alternativos também foram considerados. O primeiro roteiro de Capra fez Bailey cair de joelhos para recitar "A Oração do Senhor" (o roteiro também pedia uma cena de abertura com as pessoas da cidade em oração). Sentindo que um tom excessivamente religioso minou o impacto emocional da família e dos amigos que corriam para o resgate de George, as cenas finais foram reescritas.
Capra achou o diretor de fotografia original Victor Milner lento e pretensioso e contratou Joseph Walker. Quando Harry Cohn exigiu que Walker retornasse à Columbia Pictures para gravar um filme para uma das estrelas femininas do estúdio, Walker treinou Joseph Biroc para substituí-lo. Embora trabalhar com três diretores de fotografia tenha sido difícil para Capra, resultou muito bem na opinião de Walker, porque as cenas que cada diretor de fotografia filmava eram tão diferentes que não precisavam combinar os estilos visuais um do outro.

## Recepção

George e Mary dançando perto da abertura no chão do ginásio do ensino médio.

Segundo um livro de 2006, "Uma série de filmes apareceu logo após o final da Segunda Guerra Mundial, incluindo It's a Wonderful Life (1946) e Stairway to Heaven (1946), talvez explorando a experiência de tantas pessoas com a perda de entes queridos. e oferecendo um tipo de consolo". It's a Wonderful Life estreou no Globe Theatre em Nova York em 20 de dezembro de 1946, com críticas mistas.   Enquanto Capra pensava que as críticas críticas contemporâneas eram universalmente negativas ou, na melhor das hipóteses, desprezíveis,Time disse: "It's a Wonderful Life é um filme maravilhoso. Ele tem apenas um rival formidável (The Best Years of Our de Goldwyn) como a melhor imagem de Hollywood do ano. A inventividade, o humor e a afeição do diretor Capra pelos seres humanos o mantêm brilhando de vida e emoção.".
Bosley Crowther, escrevendo para o New York Times, elogiou alguns dos atores, incluindo Stewart e Reed, mas concluiu que "a fraqueza dessa imagem, do ponto de vista deste revisor, é o sentimentalismo dela, seu conceito ilusório de vida. As pessoas legais de Capra são encantadoras, sua pequena cidade é um lugar bastante sedutor e seu padrão para solucionar problemas é mais otimista e fácil. Mas, de alguma forma, todos se parecem com atitudes teatrais, e não com realidades comuns".
O filme, lançado em 7 de janeiro de 1947, ficou em 26º lugar (US$ 3,3 milhões) em receitas de bilheteria em 1947 (de mais de 400 filmes lançados), um lugar à frente de outro filme de Natal, Milagre na 34th Street. O filme deveria ser lançado em janeiro de 1947, mas foi transferido para dezembro de 1946 para torná-lo elegível ao Oscar de 1946. Essa mudança foi vista como pior para o filme, já que 1947 não teve uma competição tão rígida quanto 1946. Se tivesse entrado nos prêmios de 1947, sua maior competição teria sido o Milagre na 34th Street. O filme de arrecadação número um de 1947, The Best Years of Our Lives, faturou US$ 11,5 milhões.

Mary Hatch (Donna Reed), bibliotecária solteirona, no mundo em que George Bailey nunca nasceu.

O filme registrou uma perda de US$ 525 000 nas bilheterias da RKO.
Em 26 de maio de 1947, o Federal Bureau of Investigation emitiu um memorando dizendo: "Com relação à imagem 'It's a Wonderful Life'", redigida afirmou em substância que o filme representava tentativas bastante óbvias de desacreditar os banqueiros ao escolher Lionel Barrymore como um "tipo patife", para que ele fosse o homem mais odiado da figura. Este, segundo essas fontes, é um truque comum usado pelos comunistas. Além,redigido afirmou que, na sua opinião, esse A imagem deliberadamente difamava a classe alta, tentando mostrar às pessoas que tinham dinheiro que eram personagens maus e desprezíveis". O historiador de cinema Andrew Sarris destaca como "curioso" que "os censores nunca notaram que o vilão Sr. Potter se safa de assalto sem ser pego ou punido de forma alguma".
Henry Potter (Lionel Barrymore) foi colocado nos 100 Anos da AFI ... 100 Heróis e Vilões como o número seis dos vilões, enquanto George Bailey foi eleito o número 9 dos heróis.
Em 1990, It's a Wonderful Life foi considerada "cultural, histórica ou esteticamente significativa" pela Biblioteca do Congresso dos Estados Unidos e selecionada para preservação em seu National Film Registry.
Em 2002, o Channel 4 da Grã-Bretanha classificou It's a Wonderful Life como o sétimo maior filme já feito em sua enquete "Os 100 Maiores Filmes".
Em junho de 2008, a AFI revelou seus 10 Top 10, os 10 melhores filmes em 10 gêneros de filmes americanos "clássicos", depois de entrevistar mais de 1.500 pessoas da comunidade criativa. It's a Wonderful Life foi reconhecido como o terceiro melhor filme do gênero fantasia.
A recepção positiva do filme continuou até o presente. No agregador de críticas Rotten Tomatoes, o filme possui uma classificação de aprovação de 94% com base em 77 avaliações, com uma classificação média de 8,95/10. O consenso crítico do site diz: "O clássico do feriado para definir todos os clássicos do feriado, It's a Wonderful Life é um dos poucos filmes que valem uma exibição anual". Em Metacritic, que atribui uma classificação normalizada a críticas, o filme tem uma pontuação de 89 em 100, com base em 17 críticos, indicando "aclamação universal".

## Prêmios e indicações

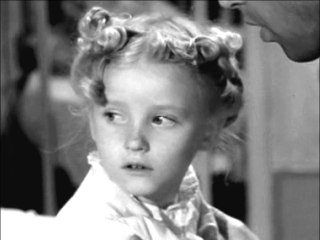
Karolyn Grimes como Zuzu Bailey.

Antes do lançamento em Los Angeles, a Liberty Films montou uma extensa campanha promocional que incluía um anúncio diário destacando um dos jogadores do filme, além de comentários dos revisores. Jimmy Starr escreveu: "Se eu fosse um Oscar, fugiria com um bloqueio, estoque e barril de It's a Wonderful Life na noite do Oscar". O New York Daily Times publicou um editorial que declarou o filme e a performance de James Stewart dignos da consideração do Oscar.
It's a Wonderful Life recebeu cinco indicações ao Oscar:
Oscar (1947)
- Indicado nas categorias

Melhor filme
Melhor ator (James Stewart)
Melhor diretor
Melhor edição
Melhor som
Golden Globes Awards
- Vencedor na categoria melhor diretor.

The Best Years of Our Lives, um drama sobre militares tentando voltar à vida anterior à Segunda Guerra Mundial, ganhou a maior parte dos prêmios naquele ano, incluindo quatro dos cinco para os quais foi indicada It's a Wonderful Life. (O prêmio de "Melhor Gravação de Som" foi ganho por The Jolson Story). The Best Years of Our Lives, dirigido por William Wyler, parceiro de negócios de Capra, juntamente com George Stevens na Liberty Films, também foi um excelente sucesso comercial, tornando-se o filme de maior bilheteria da década, em contraste com os retornos iniciais mais modestos das bilheterias de It's a Wonderful Life.
It's a Wonderful Life recebeu um Globo de Ouro por Capra como melhor diretor de cinema. Ele também ganhou o "CEC Award", do Cinema Writers Circle, na Espanha, por Mejor Película Extranjera (Melhor Filme Estrangeiro). Jimmy Hawkins ganhou um "ex-prêmio Child Star Lifetime Achievement" do Young Artist Awards em 1994; o prêmio reconheceu seu papel como Tommy Bailey como um ponto de partida para sua carreira, que durou até meados da década de 1960.